# 31st Fighter Wing
Le 31st Fighter Wing (31st FW, 31e Escadre de chasse), est une unité de chasse de l'United States Air Forces in Europe basée à Aviano Air Base en Italie.

## Organisation en novembre 2006
- 31st Operations Group
  - 510th Fighter Squadron "Buzzards" sur F-16C/D
  - 555th Fighter Squadron "Triple Nicke" sur F-16C/D
  - 603rd Air Control Squadron "Scorpions"
  - 31st Operations Support Squadron

- 31st Maintenance Group
  - 31st Maintenance Squadron
  - 31st Aircraft Maintenance Squadron
  - 31st Maintenance Operations Squadron

- 31st Mission Support Group
  - 31st Civil Engineer Squadron
  - 31st Communications Squadron
  - 31st Contracting Squadron
  - 31st Logistics Readiness Squadron
  - 31st Mission Support Squadron
  - 31st Security Forces Squadron
- 31st Medical Group

## Historique

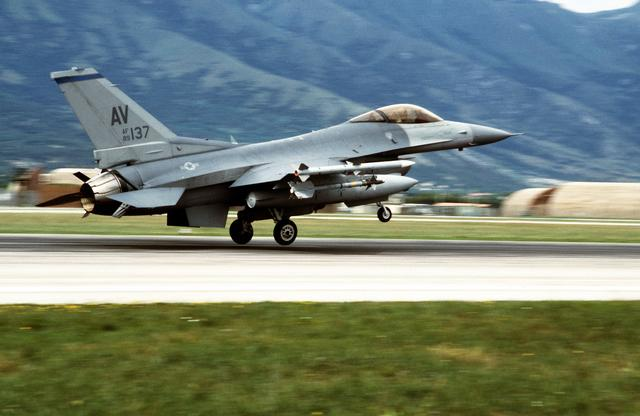
F-16C du 31st Fighter Wing décollant d'Aviano pour une mission contre les troupes Serbes en Bosnie en 1998

- 6 novembre 1947 : création du 31st Fighter Wing
- 20 janvier 1950 : redésigné 31st Fighter Bomber Wing
- 16 juillet 1950 : 31st Fighter Escort Wing
- 20 janvier 1953 : 31st Strategic Fighter Wing
- 1er avril 1957 : 31st Fighter Bomber Wing
- 1er juillet 1958 : 31st Tactical Fighter Wing
- 30 mars 1981 : 31st Tactical Training Wing
- 1er  octobre 85 : 31st Tactical Fighter Wing
- 1er octobre 1991 : 31st Fighter Wing

## Bases
- Turner AFB, Georgie : 6 novembre 1947 - 14 mars 1959
- George AFB, Californie : 15 mars 1959 - 30 mai 1962
- Homestead AFB, Floride : 31 mai 1962 - 11 décembre 1966
- Tuy Hoa AB, Vietnam du Sud : 12 décembre 1966 - 15 octobre 1970
- Homestead AFB, Floride : 15 octobre 1970 – 1er avril 1994
- Aviano AB : 1er avril 1994 -